# دوناسنت‌دیوردی
دوناسِنت‌دْیْوردْیْ (به مجاری:  Dunaszentgyörgy) یک شهرداری در مجارستان است که در ناحیه پاکش واقع شده‌است. دوناسنت‌دیوردی ۳۷٫۶۳ کیلومتر مربع مساحت و ۲٬۵۸۵ نفر جمعیت دارد.

## خواهرخوانده
شهر Ghelința خواهرخواندهٔ دوناسنتگیورگی هست.